# Оксфорд стрит
Оксфорд стрит (енгл. Oxford Street) је главна улица у граду Вестминстер у Вест Енд делу Лондона. То је најпрометнија европска улица за куповину, а 2011. имала је око 300 продавница. Улица је прво била део Лондон-Оксфорд пута који је почињао у Њугејту (лондонски Сити) и такође била позната под именом Оксфорд роуд. Данас чини дио пута А40, иако, као и многе улице у централном Лондону нема његове ознаке.